# آرتور براملی
آرتور براملی (انگلیسی: Arthur Bramley; ۲۹ مارس ۱۹۲۹ – ۱۰ ژانویهٔ ۲۰۲۱) بازیکن فوتبال بود.
از باشگاه‌هایی که در آن بازی کرده‌است می‌توان به باشگاه فوتبال منزفیلد تاون اشاره کرد.